# 上州牛
上州牛（じょうしゅうぎゅう、じょうしゅううし）は、群馬県内で飼育される黒毛和種の和牛のうち、一定の基準を満たした場合に呼称が許される牛肉の名称。全国農業協同組合連合会群馬県本部の登録商標。群馬県のブランド牛。

## 概要
上州牛という名称は全国農業協同組合連合会の群馬県本部によって、2007年2月23日に地域名と商品名からなる地域団体商標として特許庁より正式に商標登録されたものであり、その名称を使用するには群馬県内において生産された肉牛で、なおかつ群馬県食肉卸売市場において取引が行われている牛肉であることが条件とされている。

### 肉質の特徴
大自然の中で放牧されて育つため、身が引き締まった筋肉質な赤身と、ほどよい脂肪があわさり、肉のうまみがしっかり味わえるのが特徴である。

## 流通
群馬県は、豊富な水量と、牛を放牧するのに適した広大な丘陵地に恵まれており、明治時代初頭ごろから肉牛生産が盛んに行われていた。上州牛は、生産地が関東圏ということもあり日本で肉食が一般的になってきた明治時代などから東京などにおいても取引がされており、その頃から「上州牛」と呼ばれていた。

### アメリカでの流通
HACCP方式という厳重な衛生管理の方式を用いた環境で育てられることから、衛生面においても安全性の高い肉質を誇っているため、衛生の基準が厳しいアメリカへの輸出が行われている。